# ROKS Lee Bong-Chang
Le ROKS Lee Bong-Chang (SS-087) est un sous-marin de la marine de la république de Corée, le quatrième navire de la classe Dosan Ahn Changho (KSS-III), et le premier du lot 2.

## Conception
La classe Dosan Ahn Changho intègre le système de lancement vertical coréen. Chacun de ces navires pourra transporter jusqu’à dix missiles de croisière d’attaque terrestre de conception indigène « Chonryong » et des missiles balistiques lancés par sous-marin (SLBM) « Hyunmoo ». Ils deviennent ainsi les premiers sous-marins de la marine sud-coréenne à avoir ce type de capacité. Ils auront également de nombreuses autres améliorations par rapport à leurs prédécesseurs, et seront construits avec une plus grande proportion de technologies sud-coréennes, en particulier dans les derniers lots, qui comprendront des batteries lithium-ion Samsung SDI,. Conçus pour un déplacement de plus de 3 800 tonnes en immersion (chiffre vérifié lors d’essais en mer), ce sont les plus grands sous-marins conventionnels jamais construits par la Corée du Sud. Les navires du lot 2 auront un déplacement encore augmenté d’environ 450 tonnes pour atteindre 4 250 tonnes en immersion, selon l’Administration du programme d'acquisition de la défense.
Immédiatement après le lancement d’un SLBM en Corée du Nord, une session d’audition du Congrès coréen s’est tenue le 25 avril 2016, et a soulevé d’importantes questions au sujet des capacités sous-marines de la marine de la république de Corée pour contrer cette menace. Au sujet de la question de savoir si la marine sud-coréenne était en train de développer des capacités pour contrer la menace SLBM, le ministère de la Défense a confirmé que le lot 2 des sous-marins KSS-III fera l’objet d’une révision avant le lancement de leur construction (jusqu’au 30 décembre 2018) pour une mise à niveau de leurs capacités. Cette mise à niveau donnera aux sous-marins du lot 2 de meilleures capacités d’attaque stratégique des installations terrestres et de lutte anti-sous-marine. Les changements attendus par rapport au lot 1 sont :
- Une coque allongée d’environ 6 m ;
- Une augmentation du nombre de tubes VLS, passant de 6 à 10 ;
- Des systèmes de combat et des capteurs indigènes plus performants ;
- et, potentiellement, un moteur supraconducteur à haute température (HTS) pour une propulsion entièrement électrique intégrée[6].

Plus grands et plus lourdement armés, avec 10 cellules VLS, les sous-marins du lot 2 seront aussi dotés de missiles de croisière mer-sol Chonryong lancés par les tubes lance-torpilles.

## Carrière
Les chantiers navals sud-coréens Daewoo Shipbuilding & Marine Engineering (DSME) ont reçu commande d’un quatrième sous-marin diesel-électrique lanceur d’engins de la classe KSS-III. Sa construction a commencé le 13 août 2021. Il deviendra le  Lee Bong-Chang (SS-087). Il devrait être mis en service en 2026. Au total, neuf unités sont prévues d’être construites en trois lots contractuels, les deux derniers de ces lots étant programmés pour 2026 et 2028. Les KSS-III de ces deux derniers lots seront un peu plus lourds que ceux du premier lot (3600 tonnes au lieu de 3358).
Le premier navire du lot 2 porte le nom de Lee Bong-chang (10 août 1900 - 10 octobre 1932), un militant indépendantiste coréen pendant l’occupation japonaise de la Corée. En 1932, il tenta sans succès d’assassiner l’empereur du Japon Hirohito avec une grenade à main. L’attentat est connu sous le nom de « Incident de Sakuradamon ».